# Subbas
Het orgelregister subbas (soms Bourdon genoemd) is een basisregister voor het pedaal van het orgel. Lang niet ieder orgel beschikt over dit register. Het komt meestal voor als een 16-voets register maar op heel grote orgels soms ook als een 32-voet. De subbas is een houten en gedekt orgelregister met een vrij wijde mensuur. Dit register is alleen te vinden in het pedaal, nooit in een andere divisie.
Aliquot · Bourdon · Chamadewerk · Cornet · Cymbelster · Dulciaan · Fluit · Gedekt · Grondstem · Hobo · Holpijp · Mixtuur · Nachtegaal · Prestant · Roerfluit · Salicionaal · Strijkers  · Subbas · Tolkaan · Voix céleste · Vulstem